# Парламентские выборы в Великобритании (1830)
Парламентские выборы в Великобритании 1830 года прошли с 29 июля по 1 сентября и стали восьмыми парламентскими выборами в истории Соединённого королевства Великобритании и Ирландии после Актов об унии 1800 года. В ходе выборов были избраны 658 членов Палаты общин, нижней палаты парламента Соединённого Королевства. Выборы состоялись досрочно из-за смерти короля Георга IV. Расколотая партия тори под руководством действующего премьер-министра герцога Веллингтона проложила путь вигам во главе с графом Греем к формированию правительства, которое в следующем году занялось вопросом избирательной реформы.
Восьмой парламент Соединённого Королевства был распущен 24 июля 1830 года. Новый парламент, ставший первым парламентом в правление короля Вильгельма IV, был созван на своё первое заседание 14 сентября 1830 года на максимальный семилетний срок с этой даты. Максимальный срок мог быть и обычно сокращался, когда монарх распускал парламент до истечения его срока. Выборы 1830 года стали первыми с 1708 года, приведшими к краху правительства.

## Политическая ситуация
Тори пошли на выборы 1830 года, возглавляемые герцогом Веллингтоном, ставшим премьер-министром 22 января 1828 года.
Предыдущий парламент был нестабильным, обе основные партии были раздроблены. За время работы парламентв 1826—1830 годов сменилось четыре премьер-министра-тори. Граф Ливерпуль, который с 1812 года возглавлял правительство, в начале 1827 года был вынужден уйти в отставку из-за плохого здоровья.
Новым премьер-министром стал Джордж Каннинг, лидер Палаты общин при графе Ливерпуле. «Высокие тори» во главе с герцогом Веллингтоном и Робертом Пилем отказались работать в его правительстве. Каннинг пригласил часть вигов, включая маркиза Лансдауна, образовать с фракцией каннингитов среди тори коалиционный кабинет. Другие виги, такие как граф Грей, остались в оппозиции. Некоторые виги, такие как виконт Элторп, заняли нейтральную позицию по отношению к правительству.
После смерти Каннинга в августе 1827 года премьерство перешло к виконту Годеричу, который через несколько месяцев уступил его герцогу Веллингтону. Те виги, которые были в правительствах Каннинга и Годерича, вернулись в оппозицию. На короткое время группа депутатов и пэров, которые были сторонниками Каннинга, входили в правительство Веллингтона, но вышли из него в мае 1828 года из-за разногласий по вопросу передачи мест в Палате общин от округа Ист-Ретфорд (Ноттингемшир), печально прославившегося коррумпированностью избирателей, одному из крупных непредставленных городов, таких как Манчестер или Бирмингем.
В 1829 году среди тори произошёл ещё один раскол, теперь уже по вопросу католической эмансипации, после того как на дополнительных выборах 1828 года ирландский политик Даниел О’Коннелл и его Католическая ассоциация выиграли место в парламене. Так как О’Коннелл был католиком, ему было юридически запрещено занимать своё место в Палате общин, поэтому правительство Веллингтона было вынуждено внести изменения, приняв Билль об эмансипации католиков, что позволило разрядить ситуацию в Ирландии. В то же время это привело к ещё одному расколу в партии тори, который завершился созданием группы ультра-тори во главе с депутатом Эдвардом Нэтчбуллом, заручившимся поддержкой ряда влиятельных пэров в Палате лордов.
Со времён Министерства всех талантов в 1806—1807 годах виги не могли получить большинства и сформировать правительства. Одной из причин было слабое руководство партии вигов, особенно в Палате общин, в течение многих лет. Однако в период работы парламента 1826—1830 годов ситуация для вигов улучшилась.
С 1807 года граф Грей был ведущей фигурой среди пэров-вигов, однако в 1824 году он отказался от формального лидерства. После этого обязанности лидера исполнял маркиз Лансдаун, но он не принял титул. Враждебность, которую король Георг IV питал к графу Грею, не позволяла ему участвовать в правительстве, но при новом короле его шансы на премьерство возросли.
С 1821 года в Палате общин не было официального лидера оппозиции и вот в 1830 году им стал виконт Элторп, бывший лорд Казначейства.
В ирландской политике Даниел О’Коннелл и его Католическая ассоциация добились выдающегося успеха, избрания в 1828 году первого католика в Парламент Соединённого королевства и принятия в 1829 году Билля об эмансипации католиков. Однако эта мера сопровождалась повышением имущественного ценза для избирателей ирландских графств с фригольда в 2 фунта до 20 фунтов. Впервые с момента принятия карательных законов в конце XVII и начале XVIII веков католики в Ирландии могли занимать должности в парламенте. Достигнув эмансипации, О’Коннелл собирался достичь другой цели — отмена Акта об унии.

## Даты выборов
В тот период в Великобритании не было единого дня выборов. Получив королевский приказ о назначении выборов, местное должностное лицо, ответственное за их проведение, устанавливало график голосования для конкретного избирательного округа или округов, которые входили в сферу его ответственности. Голосование в округах могло продолжаться в течение многих дней, пока депутат не будет избран.
Выборы проходили в течение 5 недель, с 29 июля по 1 сентября 1830 года.

## Результаты
Состав Палаты общин по итогам выборов 1830 года

 Тори Виги Ультра-тори Радикалы Другие